# Le Rousset-Marizy
Le Rousset-Marizy – gmina we Francji, w regionie Burgundia-Franche-Comté, w departamencie Saona i Loara. W 2013 roku liczba ludności wynosiła 705 mieszkańców. 
Gmina została utworzona 1 stycznia 2016 roku z połączenia dwóch ówczesnych gmin: Marizy oraz Le Rousset. Siedzibą gminy została miejscowość Marizy.